# Szechuanpfeffer
Szechuanpfeffer (Zanthoxylum piperitum), im Deutschen auch Japanischer Pfeffer, Chinesischer Pfeffer oder Anispfeffer, ist eine Pflanzenart aus der Familie der Rautengewächse (Rutaceae). Er liefert ein pikant schmeckendes Gewürz und ist nicht mit dem Schwarzen Pfeffer (Piper nigrum) verwandt. Der Name leitet sich von der zentralchinesischen Provinz Sichuan ab, wo er heimisch ist und gern in der Küche verwendet wird.
Auch andere Arten der Gattung Zanthoxylum liefern ähnliche Früchte, z. B. Zanthoxylum schinifolium, sie werden teils ebenfalls Szechuanpfeffer genannt. Weiter werden verwendet Zanthoxylum armatum, Zanthoxylum americanum, Zanthoxylum simulans und Zanthoxylum bungeanum, Zanthoxylum acanthopodium, Zanthoxylum avicennae, Zanthoxylum nitidum sowie Zanthoxylum rhetsa.
Die Gattung Zanthoxylum, zu der die verschiedenen als Szechuanpfeffer bezeichneten Arten gezählt werden, gehört zur Familie der Rutaceae, ist also mit den Zitruspflanzen (Citrus) verwandt. Der Gattungsname lässt sich mit „Gelbholz“ übersetzen und beschreibt so eines der charakteristischen Merkmale der Pflanzen; „Gelbholz“ werden verschiedene Arten unterschiedlicher Gattungen genannt.

## Beschreibung
Zanthoxylum piperitum ist ein stark stacheliger Strauch, er erreicht Wuchshöhen und Pflanzendurchmesser von bis 2,5–4,5 Meter. 
Die wechselständigen und gestielten, unpaarig gefiederten Laubblätter sind bis 15 cm, die einzelnen, eiförmigen, fest sitzenden Blättchen 2–4 cm lang; es sind fünf bis elf Blättchenpaare vorhanden. Der Blättchenrand ist (entfernt) feingesägt bis -gekerbt, mit obseits gekrümmten Säge-, Kerbspitzen, die Spitze ist eingebuchtet oder spitz bis rundspitzig, der Blättchengrund ist spitzig bis stumpf. Die Rachis ist leicht rinnenförmig bis kurzflügelig, die Nervatur der Blättchen ist gefiedert. Der Zanthoxylum piperitum ist laubabwerfend, die Herbstfärbung ist bronzefarbig. Er ist frosthart bis etwa −20 Grad Celsius. Die Stacheln sind bis 13 mm lang. 
Zanthoxylum piperitum ist meist zweihäusig getrenntgeschlechtig (diözisch), seltener kommen auch einhäusige (monözische) Pflanzen vor. Die Blütenstände sind Trugdolden, die Blütenstands- und Blütenstiele sind teilweise rötlich überlaufen. Die grünlich-gelblichen Blüten erscheinen zwischen April und Juni und die hellrötlichen, 3–5 mm großen, feinhöckrigen Balgfrüchte sind in etwa im August ausgereift. Sie öffnen sich ventral (bauchseitig) und enthalten einen rundlichen, schwarzen, glänzenden, 3–4 mm großen Samen mit schwammiger, weichlicher äußerer Samenschale. Die Samen werden nicht ausgestreut und bleiben in der Fruchtschale am Funiculus hängen.
Die Chromosomenzahl beträgt 2n = 70.

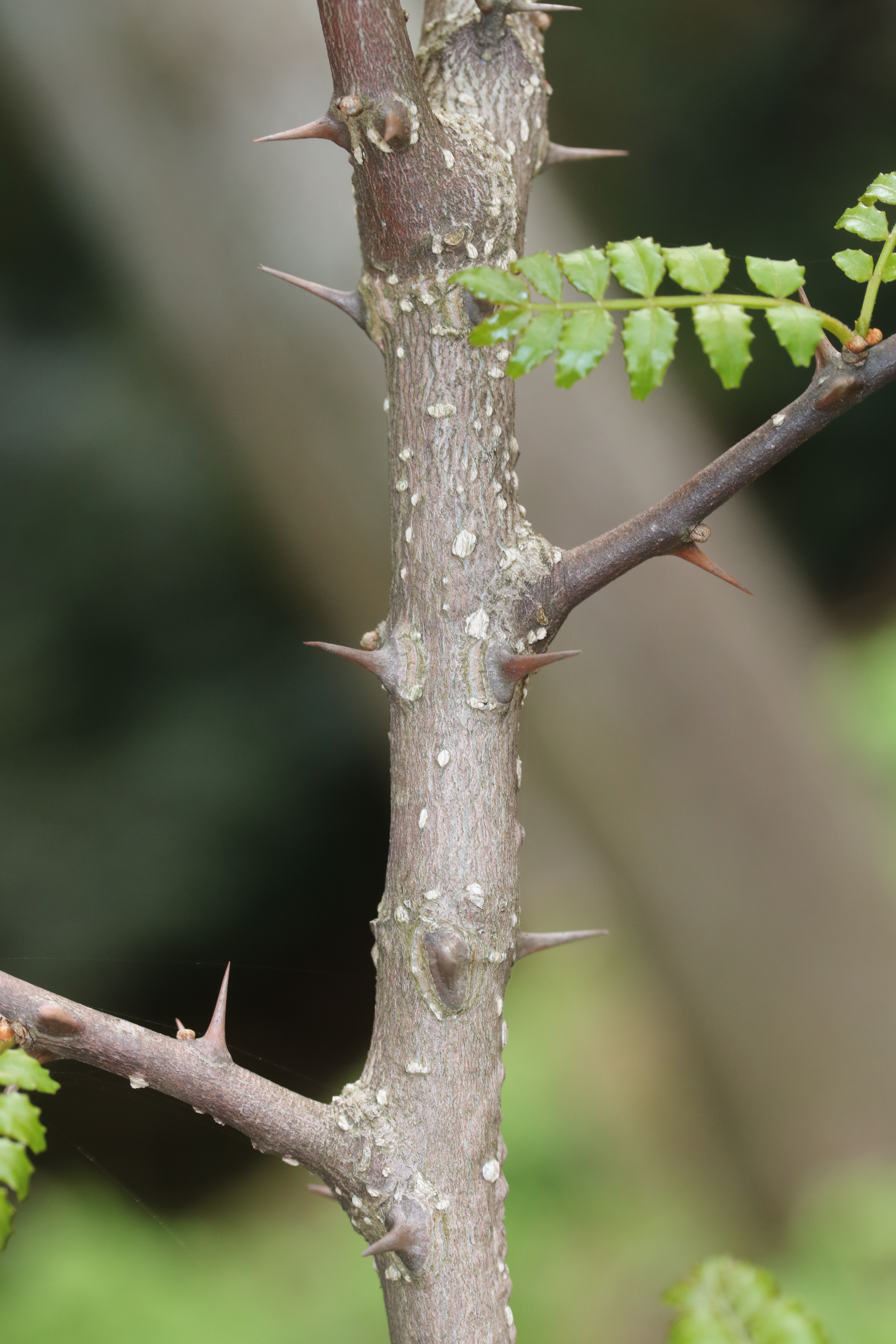
Stacheliger Ast von Zanthoxylum piperitum
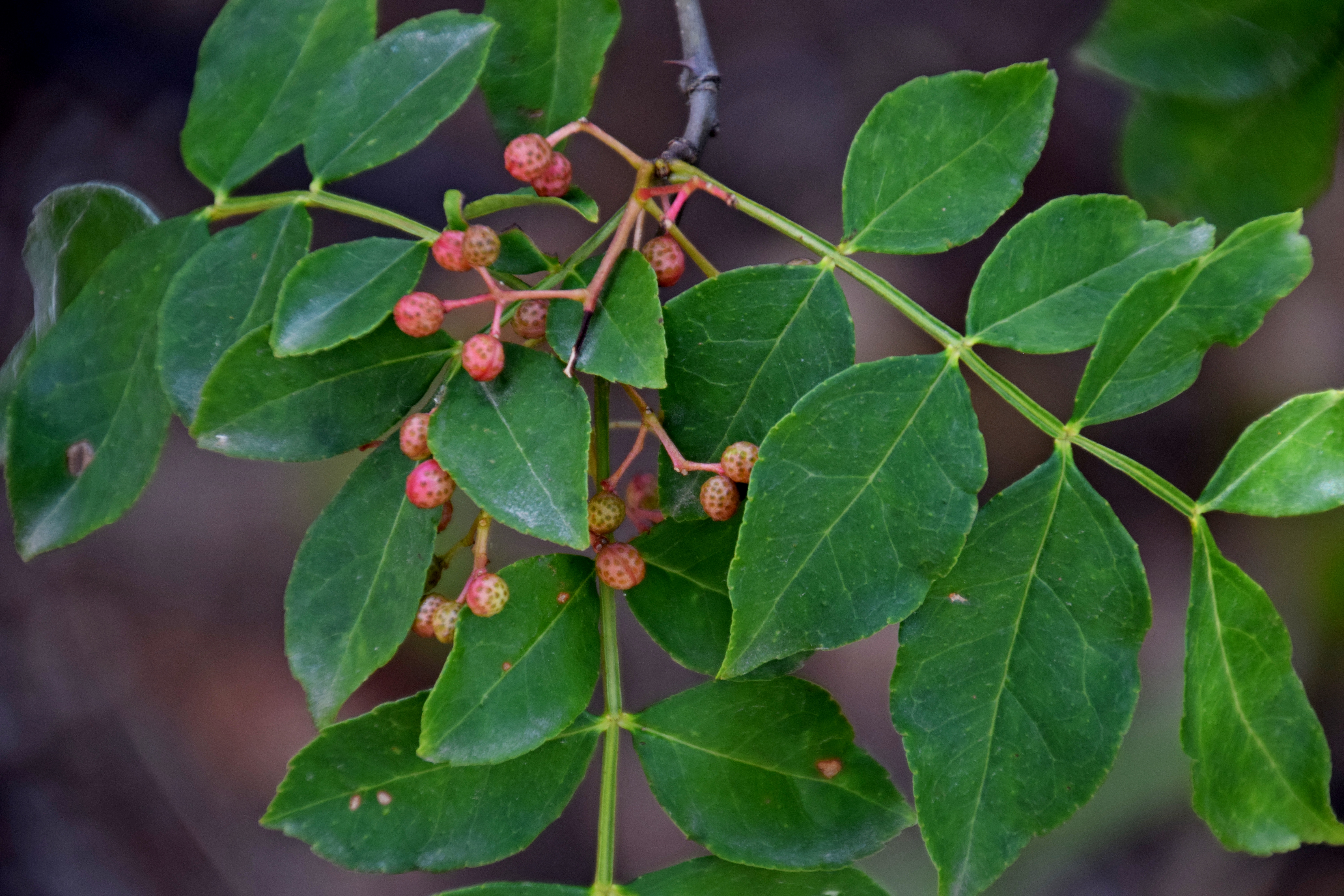
Früchte von Zanthoxylum piperitum
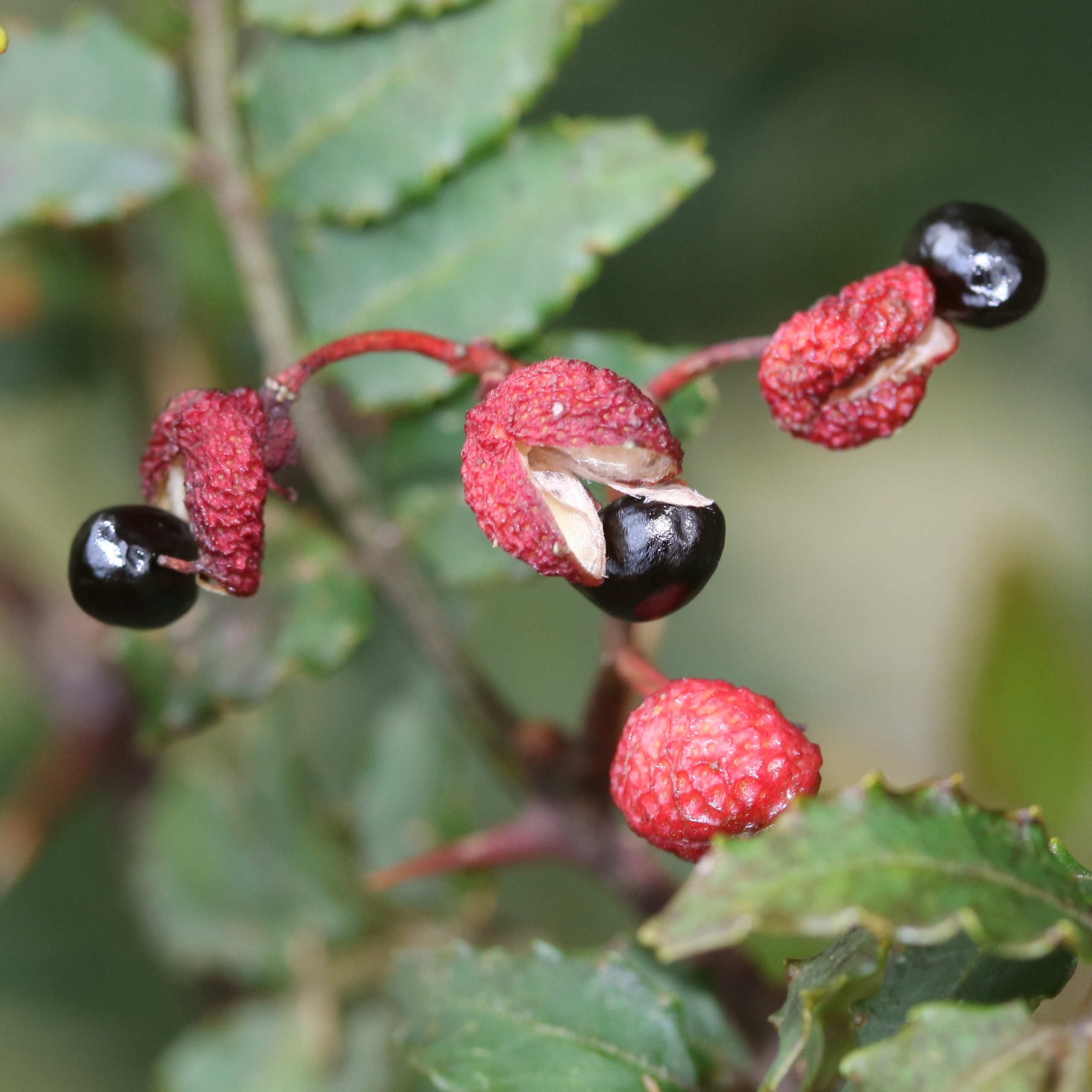
Zanthoxylum piperitum Balgfrüchte und Samen
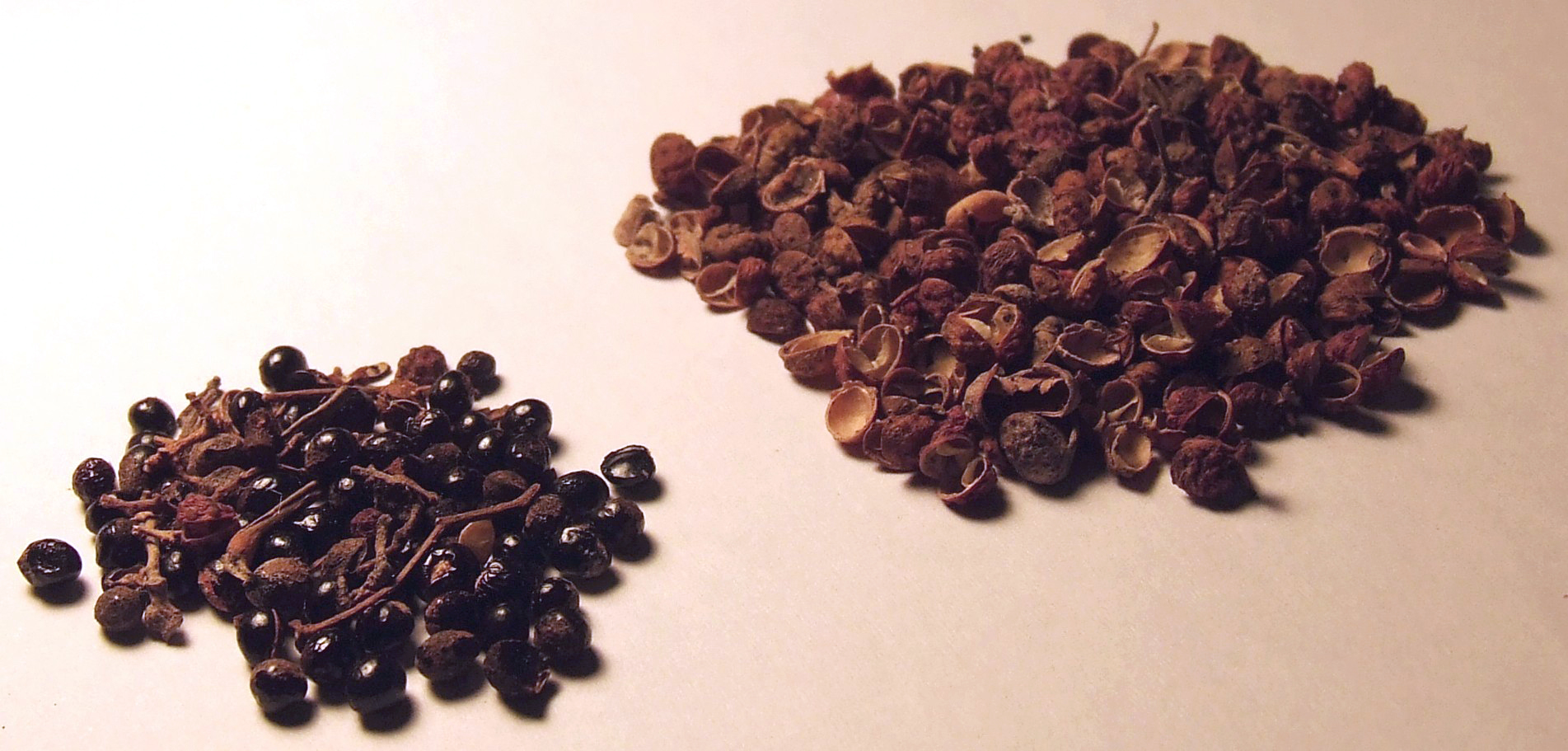
Getrockneter Szechuanpfeffer; Fruchtkapseln und Samen
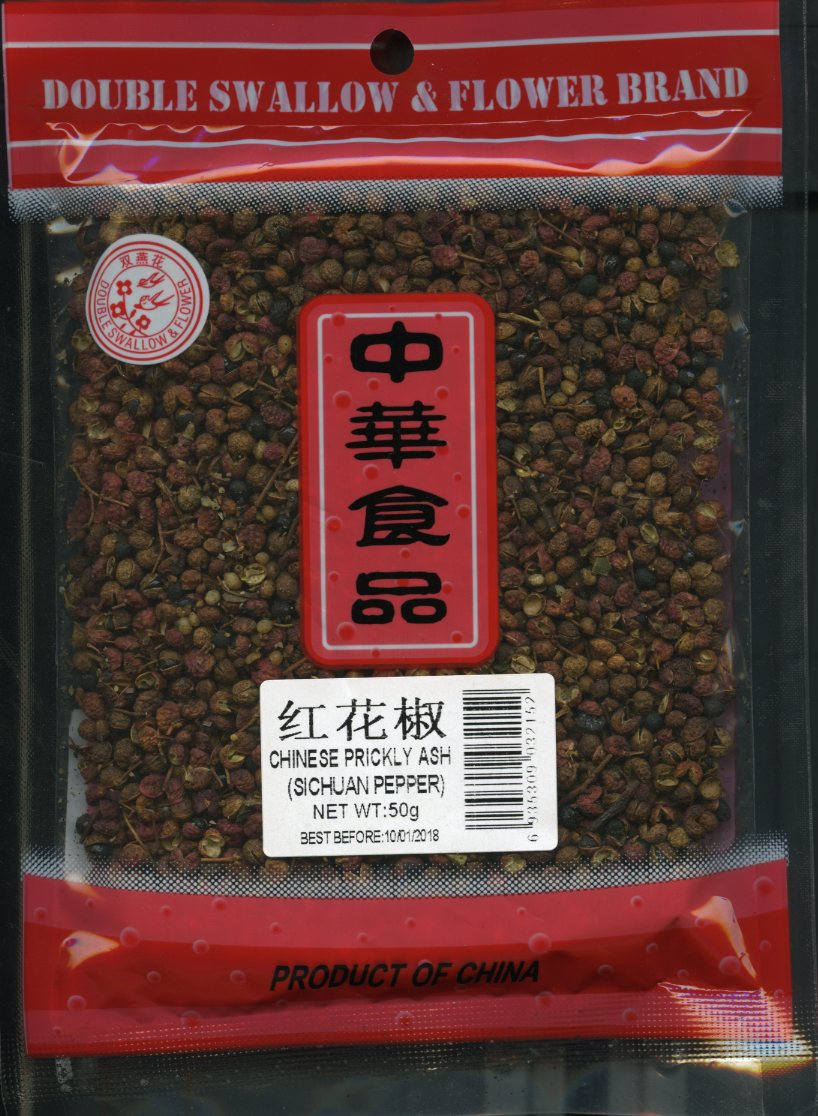
Szechuanpfeffer, Verkaufsform
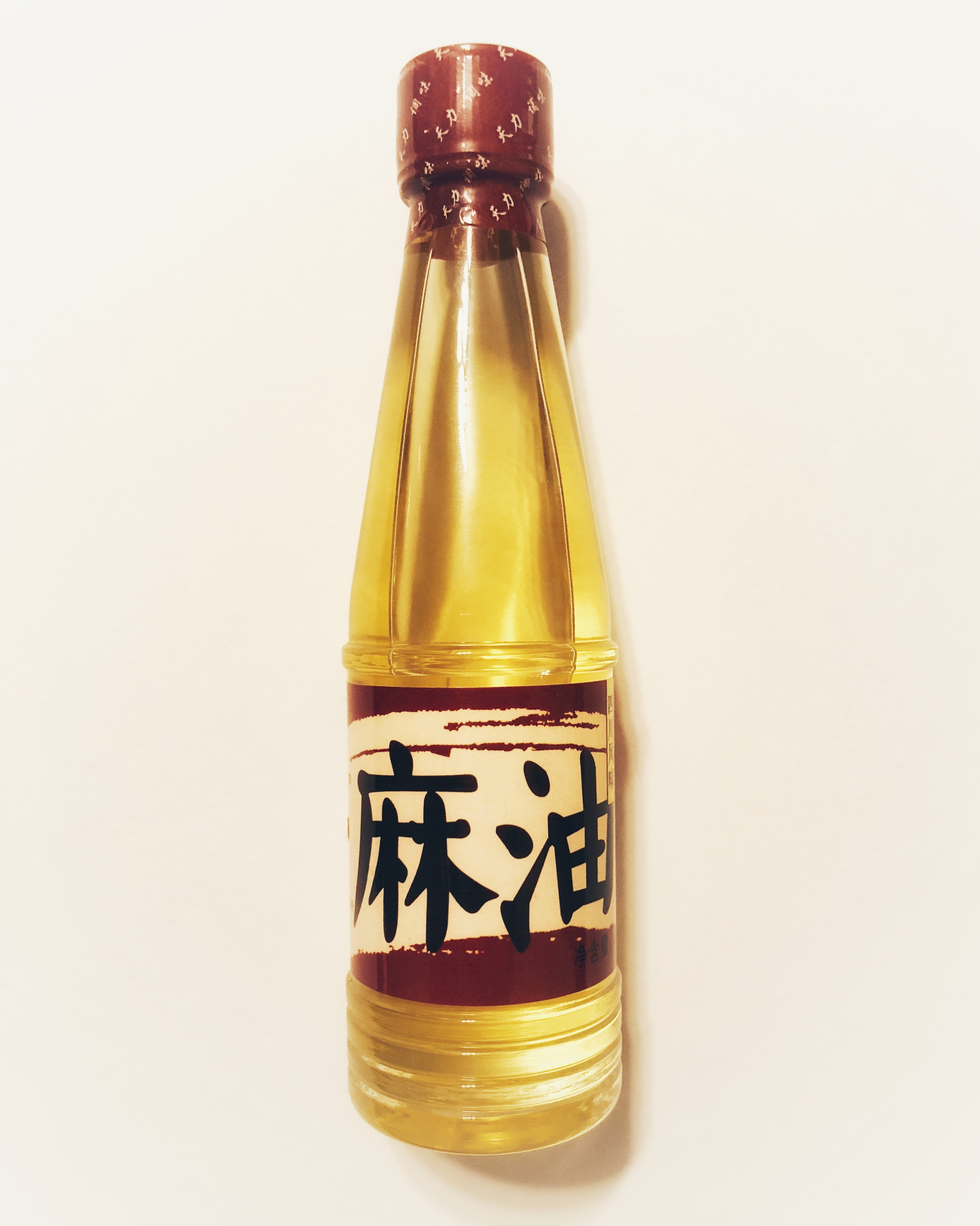
Als Pfeffer-Öl

## Verbreitung
Die Pflanzenarten der Gattung Zanthoxylum sind im gesamten asiatischen Raum zu finden, werden aber nicht überall als Nutzpflanze angebaut. Das Hauptverbreitungsgebiet befindet sich vor allem in der Himalayaregion. Zanthoxylum piperitum ist in Korea, Japan und China verbreitet. Als Gewürz wird Szechuanpfeffer vor allem in Zentralchina, Tibet, Nepal, Japan und Korea verwendet.
Weniger große Vorkommen gibt es auch im afrikanischen und amerikanischen Raum. Chinesische Bezeichnungen sind Huājiāo (chinesisch 花椒; Blumenpfeffer bzw. Blütenpfeffer, Synonym 青花椒 Qīnghuājiāo), Shānjiāo (山椒; Bergpfeffer), Chuānjiāo (川椒; Sichuanpfeffer) oder Qínjiāo (秦椒; chinesischer Pfeffer). Chinesisch Shānjiāo liegt auch dem japanischen Sanshō (japanisch 山椒) und dem koreanischen Sancho (koreanisch 산초) zugrunde (der koreanische Name bezieht sich auf die Art Zanthoxylum schinifolium).

## Verwendung
Als Gewürz werden meistens die getrockneten und von den Samen befreiten Fruchtschalen verwendet. Zanthoxylum schinifolium weist aromatische Samen auf, die bevorzugt verwendet werden. Die Schalen sind von rotbrauner oder bräunlicher bis schwärzlicher Farbe und stark gerunzelt. Erntezeit der reifen Früchte des Szechuanpfeffers ist im August, die Früchte werden anschließend bei 40 bis 60 °C getrocknet. Teilweise werden die Fruchtschalen gemahlen und als Gewürzpulver verwendet. Meist werden jedoch die ganzen Fruchtschalen verkauft und erst vor der Zubereitung der Gerichte selbst gemahlen.
Charakteristisch ist der prickelnde Geschmack, mit pfefferartiger Schärfe und einem leichten, zitrusartigen Duft, der ein Gefühl der Taubheit auf Lippen und Zunge bewirkt. Die für dieses Empfinden verantwortlichen Stoffe sind verschiedene Amide, die bis zu drei Prozent der Inhaltsstoffe der Samenkapseln ausmachen. Aromaverantwortliche Hauptbestandteile sind 1,8-Cineol, Limonen, Geranylacetat und Myrcen in den Fruchtschalen, sowie Citronellal und Citronellol in den Blättern.
Im Chinesischen wird die Geschmacksrichtung, die durch die Kombination von Szechuanpfeffer und scharfem Paprika entsteht, als Málà (chinesisch 麻辣) d. h. „betäubend und scharf“ bezeichnet. Diese Geschmacksrichtung prägt die Sichuan-Küche. Repräsentative Gerichte sind der Feuertopf (火锅,  Huǒguō), Dandan Mian (担担面,  Dàndàn Miàn, Nudeln mit scharfer Sauce), Würziges Rindfleisch (水煮牛肉,  Shuǐ Zhǔ Niúròu) und Mapo Doufu (麻婆豆腐,  Má Pó Dòufǔ, Tofu mit Hackfleisch nach Mapo-Art). Szechuanpfeffer ist auch Bestandteil der Gewürzmischung Fünf-Gewürze-Pulver.
Unreife Früchte, Blätter und Blüten der Pflanze werden vor allem in der japanischen Küche eingesetzt. Die jungen und frischen Blätter werden eingeweicht und mit Miso-Paste vermischt als Kinome (japanisch 木の芽) bezeichnet. Kinome wird oft als Garnierung auf Suppen und anderen Gerichten benutzt. Für die Würzpaste Misansho werden unreife Früchte mit Salz eingekocht. Diese Paste wird vor allem für die Zubereitung von Fisch verwendet, um den Fischgeruch zu mildern.
Szechuanpfeffer findet auch in der traditionellen chinesischen Medizin Verwendung. In Deutschland wird die Pflanze auch als Bonsai gestaltet verkauft. In Samen, Früchten und Blättern der Art wurden Antioxidantien nachgewiesen.